# Johan Schmitt
Johan Henri Antoine Gerrit Schmitt (Vrijenban, 31 augustus 1881 – Amsterdam, 12 augustus 1955) was een Nederlands gymnast en verenigingsbestuurder. Hij had een kunstopleiding genoten en gebruikte zijn kwaliteiten als kunstenaar en muzikant in zijn activiteiten voor het Nederlands Gymnastiek Verbond.

## Biografie
Johan Schmitt werd geboren op 31 augustus 1881 als tweede zoon van Gerrit Hendrik Schmitt en Antoinette Gesina Rotterdam. Zijn oudere broer was schilder en tekenleraar Gerrit Hendrik Schmitt junior.
Van 1896 tot 1901 doorliep Schmitt de kunstacademie Quellinus. Hij was tekenaar, beeldhouwer en muzikant. 
In 1904 ontving Schmitt de bronzen erepenning voor menslievend hulpbetoon. Op 28 juni 1904 had hij een mensenleven gered door in de Herengracht te springen en een persoon uit het water te halen.
Gymnastiek was zijn hobby, waar hij in 1907 zijn beroep van maakte door gymnastiekleraar te worden. In die hoedanigheid was hij verbonden aan het Barlaeus-gymnasium toen hij in 1941 met pensioen ging.  Schmitt was getrouwd met Anna Hendrika Eweg. 

## Turncarrière
Schmitt maakte deel uit van het Nederlandse team dat in 1905 de zilveren medaille won op de tweede wereldkampioenschappen turnen.  Bij hetzelfde evenement eindigde hij als 9e in de allroundcategorie voor mannen.

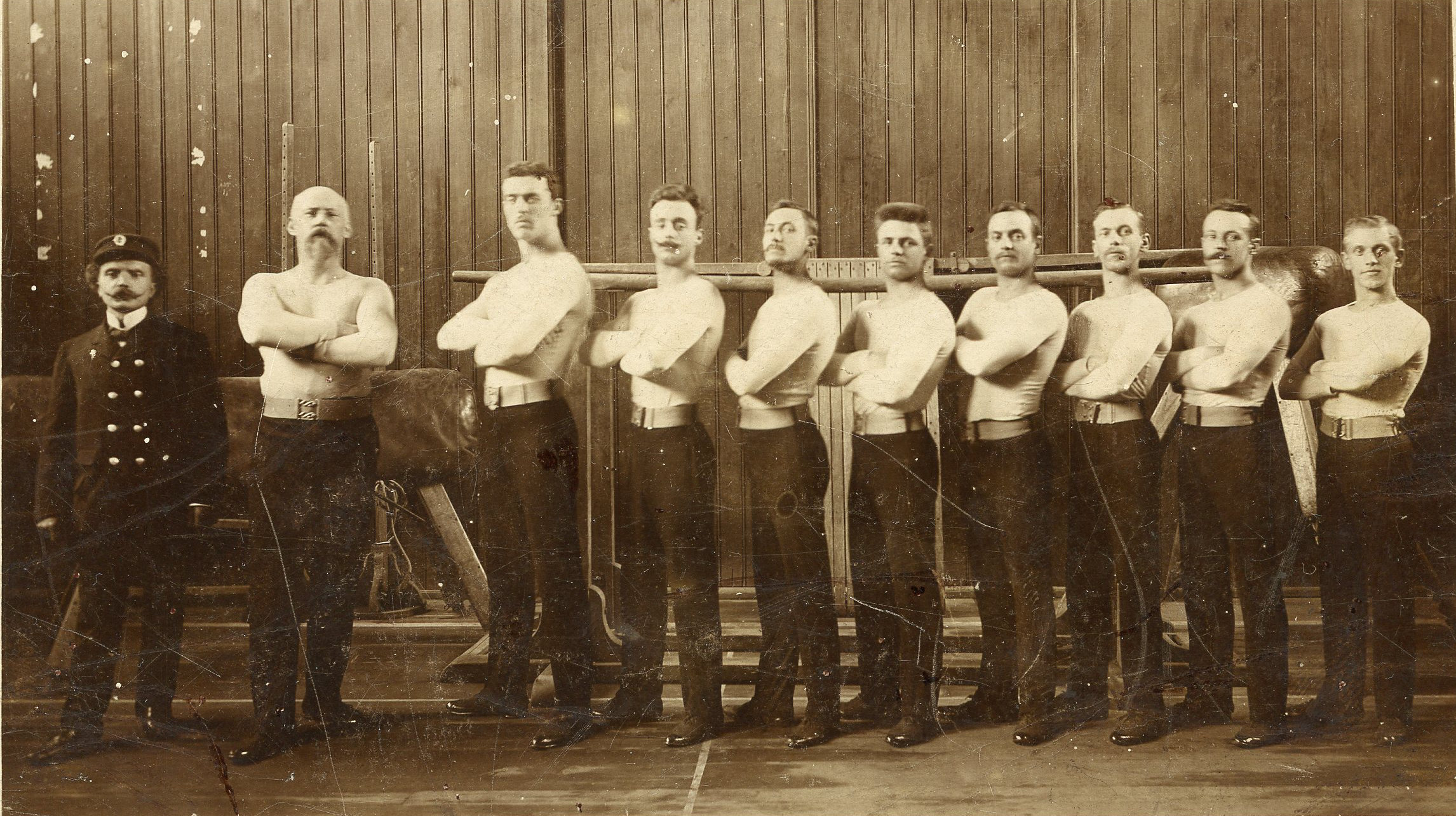
Nederlands team op de Wereldkampioenschappen turnen van 1905. Johan Schmitt is derde van links.

Op de Olympische Zomerspelen van 1908 in Londen maakte Schmitt ook deel uit van het Nederlandse team dat zevende werd. Naast zijn sportieve optreden zijn verschillende dingen bekend over Schmitt rondom de Spelen. De reis naar Londen ging eerst per trein van Amsterdam naar Rotterdam en vervolgens per boot, de Batavier IV, naar Engeland. Voor het vermaak op deze boot werd er een commitee opgericht waar Schmitt de voorzitter van was. In Londen werd er geslapen op slaapplekken die zich twee-aan-twee boven elkaar bevonden. De hoger gelegen slaapplekken waren lastig te bereiken, maar als turner kon Schmitt hier op een handige manier komen en bezette de bovenste étage.
Naast zijn carrière als wedstrijdturner was Schmitt ook actief in de organisatie van gymnastiekclubs en evenementen, waarbij hij vaak zijn artistieke vaardigheden gebruikte. Reeds in 1901 was hij directeur van KTV Olympia en vervulde later ook rollen als commissaris en vice-directeur. Van 1909 tot 1921 was hij directeur van de gymnastiekvereniging Kracht en Vriendschap in Amsterdam. In 1919 ontwierp Schmitt het affiche en was hij hoofddirecteur van de viering van het Gouden Feest ter gelegenheid van het 50-jarig bestaan van de Nederlandsch Gymnastiek Verbond.
Schmitt introduceerde de ritmische gymnastiek in Nederland door cursussen te geven waarbij hij zelf de pianobegeleiding verzorgde.
- Biografisch Portaal: 36498674
- RKD-Nederlands Instituut voor Kunstgeschiedenis: 422498